# Доболц
Доболц (рум. Dobolț) — село у повіті Сату-Маре в Румунії. Входить до складу комуни Халмеу.
Село розташоване на відстані 459 км на північний захід від Бухареста, 24 км на північний схід від Сату-Маре, 140 км на північ від Клуж-Напоки.

## Населення
За даними перепису населення 2002 року у селі проживали 348 осіб.
Національний склад населення села:
| Національність | Кількість осіб | Відсоток |
| -------------- | -------------- | -------- |
| угорці         | 249            | 71,6%    |
| румуни         | 63             | 18,1%    |
| цигани         | 36             | 10,3%    |

Рідною мовою назвали:
| Мова      | Кількість осіб | Відсоток |
| --------- | -------------- | -------- |
| угорська  | 284            | 81,6%    |
| румунська | 64             | 18,4%    |